# Caixa de Quadrinhos
Caixa de Quadrinhos foi um leitor de histórias em quadrinhos para Android e iOS da Mauricio de Sousa Produções lançado em 2015. O aplicativo foi descontinuado em 2018, com o lançamento da Banca da Mônica.

## Histórico
A Caixa de Quadrinhos foi inaugurada em março de 2015. Logo em sua estreia, o aplicativo foi baixado 50 mil vezes, com uma parte considerável do público vindo de países como Estados Unidos e Japão. Durante seu lançamento, não havia muitos aplicativos de leitura no mercado editorial brasileiro. Inicialmente, 500 histórias foram digitalizadas. Já existiam aplicativos de jogos e tirinhas da Turma da Mônica, porém este foi o primeiro aplicativo oficial a disponibilizar as histórias completas. O aplicativo foi encerrado em 2018, sendo substituido pela Banca da Mônica.

## Acervo
A Caixa de Quadrinhos disponibilizava 200 quadrinhos da Turma da Mônica por vez publicados entre 1980 e 2000. Havia dois planos, com 20 dos títulos sendo trocados todos os meses no plano premium. Parte das histórias foram disponibilizadas de graça com propagandas sendo exibidas no início de cada história. Era possível filtrar as histórias pelos personagens Mônica, Cebolinha, Cascão e Magali. O aplicativo também possuia um modo de leitura offline.